# Limnosipanea erythraeoides
Limnosipanea erythraeoides är en måreväxtart som först beskrevs av Adelbert von Chamisso, och fick sitt nu gällande namn av Karl Moritz Schumann. Limnosipanea erythraeoides ingår i släktet Limnosipanea och familjen måreväxter. Inga underarter finns listade i Catalogue of Life.